# Albert Funk (Apotheker)

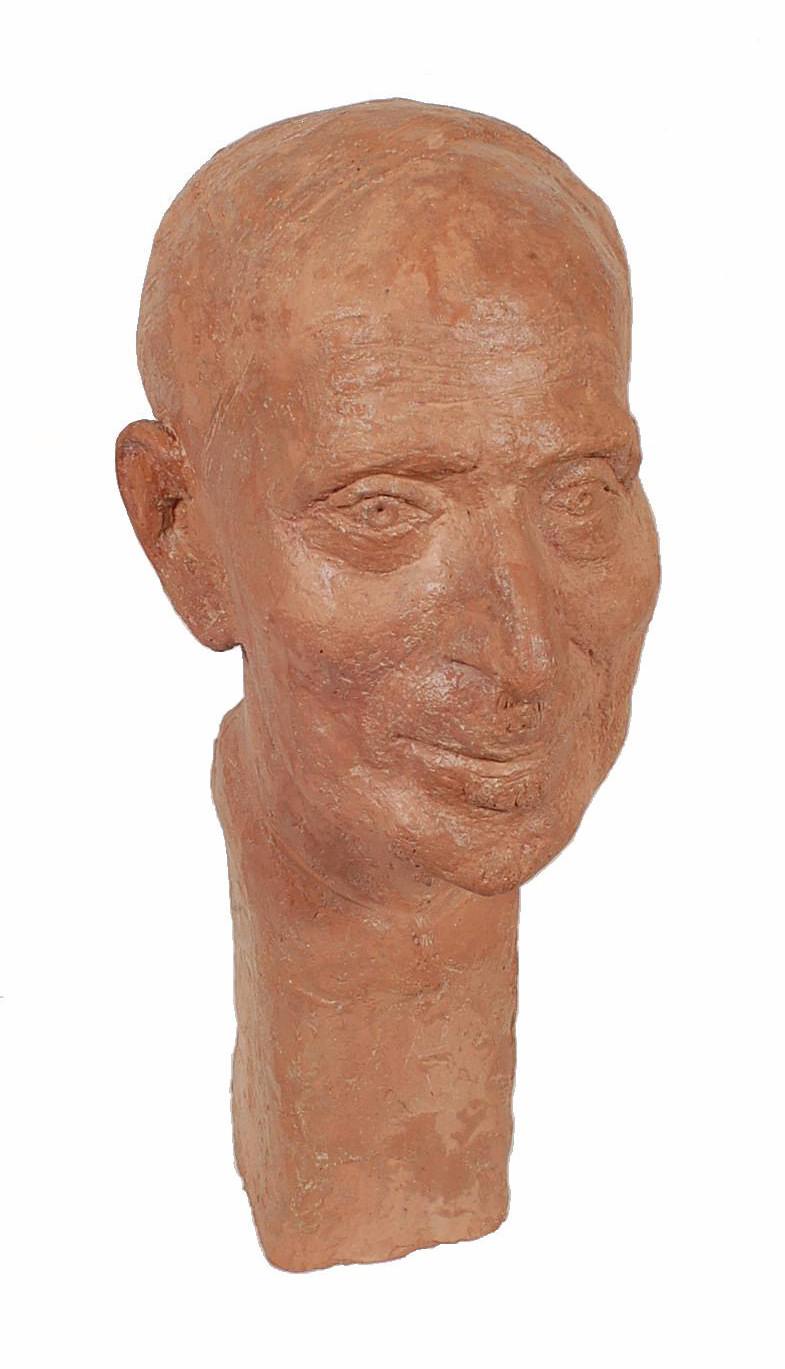
Albert Funk, Porträtbüste von Berthold Müller-Oerlinghausen (1962)

Albert Josef Funk (* 7. Mai 1887 in Herrischried; † 25. November 1979 in Singen) war ein deutscher Apotheker, Prähistoriker und Heimatforscher. Er hat sich als Prähistoriker und Heimatforscher verdient gemacht. Archäologie, Paläontologie, Mineralogie, Botanik, Entomologie, Naturschutz, Brauchtum, Volkskunde, Flurnamen, Patrozinien und frühe Ortsgründungen fanden sein Interesse.

## Leben
Funk kam in Herrischried im Schwarzwald als Sohn des Gendarmen Johannes Funk und dessen Ehefrau Philipine Funk geb. Stiegeler zur Welt. Auf den Besuch des humanistischen Gymnasiums in Donaueschingen folgte ein Studium der Pharmazie in Freiburg im Breisgau. Nach dem Staatsexamen war Albert Funk von 1911 bis 1914 am medizinisch-chemischen Institut der Universität Freiburg als Wissenschaftlicher Mitarbeiter tätig. Während der Studienzeit begann Albert Funk umfangreiche Sammlungen von Mineralien, Fossilien, Pflanzen und Schmetterlingen anzulegen. Später kamen zu der Sammlung Funk ur- und frühgeschichtliche Funde, Grafiken und Gemälde hinzu. 1917 pachtete er die Apotheke in Bad Schussenried, bis er 1923 in Singen am Hohentwiel eine eigene Apotheke eröffnete. Seit 1917 war Albert Funk mit Auguste Funk geb. Beims verheiratet. Die Eheleute Funk hatten einen Sohn und zwei Töchter.
Bis zur Mitte des 20. Jahrhunderts – während der Zeit, in der die archäologische Denkmalpflege von privater in die öffentliche Hand überging und in der sich die staatliche Denkmalpflege erst im Aufbau befand – führte Funk in Singen und im Hegau eine Vielzahl von Ausgrabungen durch, sammelte und dokumentierte die Funde. Dabei handelte es sich im Wesentlichen um Notgrabungen, die erforderlich wurden, um Fundstellen zu bergen, die von Bauarbeiten bedroht waren. Zunächst arbeitete er ohne gesetzliche Grundlage, später auf Grundlage des Denkmalschutzgesetzes. Der Wissenschaft stellte Albert Funk seine Kenntnisse und seine Sammlungen bereitwillig zur Verfügung. Neben wissenschaftlichen Publikationen wandte er sich auch durch zahlreiche Veröffentlichungen in Zeitschriften und der Presse an eine breite Öffentlichkeit. Im Jahr 1925 gründete er mit eigenen Mitteln das Hegau-Museum, das 1938 von der Stadt Singen übernommen wurde. Auch während der NS-Zeit vergrößerte er durch Ankäufe und zum Teil durch unklare Zuwächse seine Privatsammlung weiter. Funk trat zum 1. Mai 1933 der NSDAP bei (Mitgliedsnummer 2.565.146), war Mitglied mehrerer NS-Unterorganisationen, und unterhielt gute Beziehungen zu lokalen NS-Funktionären. Darüber können heute jedoch nur noch schwer Aussagen getroffen werden, da der Nachlass Funks aus den Jahren 1933 bis 1945 nachweislich bereinigt wurde. Nach dem Krieg konnte er seine Arbeiten ohne Probleme und auch ohne nennenswerte Unterbrechungen fortsetzen.
Von 1927 bis 1933 und von 1947 bis 1964 war Albert Funk ehrenamtlicher Bezirkspfleger der staatlichen archäologischen Denkmalpflege. In den Jahren von 1929 bis 1954 war er Mitglied und Bezirksbeauftragter der Kreisnaturschutzstelle Konstanz. Den Vorsitz der Ortsgruppe Singen des Landesvereins Badische Heimat hatte er von 1926 bis 1945 inne. 1951 wurde ihm das Bundesverdienstkreuz verliehen und er wurde Ehrenbürger der Stadt Singen. 1959 wurde er Ehrenmitglied des Hegau-Geschichtsvereins, 1961 korrespondierendes Mitglied des Deutschen Archäologischen Instituts. 1962 folgte die Verleihung des Ehrenringes der Stadt Singen und 1975 der Hegaupreis der Gemeinde Steißlingen.